# Liste der Kulturdenkmäler in Bekond
In der Liste der Kulturdenkmäler in Bekond sind alle Kulturdenkmäler der rheinland-pfälzischen Ortsgemeinde Bekond aufgeführt. Grundlage ist die Denkmalliste des Landes Rheinland-Pfalz (Stand: 8. Februar 2023).

## Denkmalzonen
| Bezeichnung                | Lage                                        | Baujahr                        | Beschreibung | Bild                           |
| -------------------------- | ------------------------------------------- | ------------------------------ | --- | ------------------------------ |
| Denkmalzone Moselstraße    | Moselstraße 29, 33, 35, 37, 38, 40, 44 Lage | 18. bis frühes 20. Jahrhundert | Kreuzungsbebauung an der Nahtstelle von Unterdorf und Schlossbereich aus dem 18., 19. und frühen 20. Jahrhundert, kennzeichnendes dörfliches Straßenbild | Fotos hochladen                |
| Denkmalzone Schloss Bekond | Schloßstraße 1/3 Lage                       | 1710                           | barockes Landschloss, Hauptbau 1710, Seitenflügel 1769/72, Ökonomie 1713, Orangerie 1732 im Auftrag von Joseph Franz von Kesselstatt, Architekten Philipp Honorius Ravensteyn, Johann Valentin Thomann, Johannes Seiz; Stallgebäude 1928 neu erbaut, Schlosspark mit Gartenanlage und Baumgarten | weitere Bilder Fotos hochladen |

## Einzeldenkmäler
| Bezeichnung                         | Lage                                                       | Baujahr | Beschreibung | Bild                           |
| ----------------------------------- | ---------------------------------------------------------- | ------- | --- | ------------------------------ |
| Katholische Pfarrkirche St. Klemens | Kirchstraße ohne Nummer Lage                               | 1827/28 | nachbarocker Saalbau, 1827/28, Architekt Briesch; zugehörig Pfarrhaus von 1818 (Kirchstraße 9), Kirchenbering und Friedhof mit neubarockem Friedhofskreuz von 1914 | weitere Bilder Fotos hochladen |
| Kriegerdenkmal                      | Kirchstraße Lage                                           | um 1930 | Kriegerdenkmal 1914/18 in Grünanlage, ehemaliger Standort der alten Filialkirche und alter Kirchhof                                                                | BW                             |
| Rochuskapelle                       | Moselstraße ohne Nummer Lage                               | 1881    | neugotischer Putzbau, 1881 | BW                             |
| Villa                               | Moselstraße 5 Lage                                         | 1920    | neubarocker Mansardwalmdachbau, 1920 | BW                             |
| Wegekreuz                           | Moselstraße, Am Weiher Lage                                | 1767    | Schaftkreuz, bezeichnet 1767, Renovierung 1820 | Fotos hochladen                |
| Kindergarten                        | Schulstraße 4 Lage                                         | 1902    | ehemaliges Schulgebäude; Halbwalmdachbau, Heimatstil, 1902 | BW                             |
| Wegekreuz                           | östlich des Ortes im Weinberg an der Gemarkungsgrenze Lage | 1688    | Balkenkreuz, bezeichnet 1688 | Fotos hochladen                |
| Wegekreuz                           | östlich des Ortes im Weinberg Lage                         | 1786    | Schaftkreuz, bezeichnet 1786 | Fotos hochladen                |